# ノ・ジェギル
ノ・ジェギル（No Jae Gil、노재길、1980年10月31日 - ）は、韓国出身の男性キックボクサー。以前のリングネームはK.MAX（ケー・マックス）。STARMAX BADBOYS所属。

## 来歴
2006年12月17日、R.I.S.E.でHAYATOと対戦し、判定負け。
2007年7月21日、K-1 FIGHTING NETWORK KHAN 2007でアルバート・クラウスと対戦予定であったが、病気により欠場となった。
2008年2月24日、K-1 ASIA MAX 2008 IN SEOULで行なわれたアジアトーナメントに出場。1回戦で白虎にKO勝ち。準決勝でイ・スファンに判定勝ち。決勝でイム・チビンにTKO負け。準優勝に終わった。
2009年3月20日、K-1 AWARD & MAX KOREA 2009で行なわれたアジアトーナメントに出場。1回戦で渡辺雅和に判定勝ちするも、準決勝でイ・スファンに1RKO負け。この大会よりリングネームをノ・ジェギルに改めた。
2009年7月13日、K-1 WORLD MAX 2009 FINAL8のオープニングファイトで横山剛と対戦し、右ストレートでKO勝ち。

## 戦績
| 勝敗 | 対戦相手                   | 試合結果                   | 大会名                                                                                                   | 開催年月日     |
| ×    | チェ・ウヨン               | 3R終了 判定0-3             | The KHAN 3 【-70kg級トーナメント 決勝】                                                                  | 2012年1月15日  |
| ○    | キム・セギ                 | 3R+延長R終了 判定3-0       | The KHAN 3 【-70kg級トーナメント 1回戦】                                                                 | 2012年1月15日  |
| ○    | KEN                        | 3R終了 判定3-0             | RISE 83                                                                                                  | 2011年9月23日  |
| ○    | Lu Jian Cao                | 3R終了 判定34-33           | World Championship MUAY THAI Matter of Pride 【Shandong World Sanda Four Man 75 Kilo Tournament 決勝】   | 2011年6月26日  |
| ○    | Michael Badato             | 3R終了 判定44-43           | World Championship MUAY THAI Matter of Pride 【Shandong World Sanda Four Man 75 Kilo Tournament 準決勝】 | 2011年6月26日  |
| ×    | ヴァージル・カラコダ       | 3R+延長R終了 判定1-2       | The Khan 2                                                                                               | 2009年11月27日 |
| ○    | 横山剛                     | 3R 2:01 KO（右ストレート） | K-1 WORLD MAX 2009 World Championship Tournament FINAL8 【オープニングファイト】                         | 2009年7月13日  |
| ×    | イ・スファン               | 1R 1:30 KO（左ストレート） | K-1 AWARD & MAX KOREA 2009 【アジアトーナメント 準決勝】                                                 | 2009年3月20日  |
| ○    | 渡辺雅和                   | 3R+延長R終了 判定3-0       | K-1 AWARD & MAX KOREA 2009 【アジアトーナメント 1回戦】                                                  | 2009年3月20日  |
| ×    | サイヨーク・プンパンモアン | 3R終了 判定0-3             | RLibogen Fight Night VII                                                                                 | 2008年8月21日  |
| ×    | イム・チビン               | 3R 2:06 TKO                | K-1 ASIA MAX 2008 IN SEOUL 【アジアトーナメント 決勝】                                                   | 2008年2月24日  |
| ○    | イ・スファン               | 3R終了 判定2-0             | K-1 ASIA MAX 2008 IN SEOUL 【アジアトーナメント 準決勝】                                                 | 2008年2月24日  |
| ○    | 白虎                       | 1R 1:20 KO（右ストレート） | K-1 ASIA MAX 2008 IN SEOUL 【アジアトーナメント 1回戦】                                                  | 2008年2月24日  |
| ○    | ドリトン・ラマ             | 3R終了 判定3-0             | K-1 FIGHTING NETWORK KHAN 2007 IN SEOUL 【アジアトーナメント リザーブファイト】                          | 2007年2月18日  |
| ×    | HAYATO                     | 3R終了 判定0-3             | R.I.S.E. DEAD or ALIVE TOURNAMENT '06                                                                    | 2006年12月17日 |
| ×    | キム・パンス               | 3R終了 判定0-3             | K-1 FIGHTING NETWORK KHAN 2006 in SEOUL 【アジアトーナメント 1回戦】                                     | 2006年9月16日  |

## 獲得タイトル
- 韓国ムエタイ協会ミドル級王者